# Frantz Vogt
Frantz Vogt, auch: Franz Vogt (* 19. Oktober 1661 in Dortmund; † 31. März 1736 in Lennep) war ein deutscher lutherischer Theologe und Dichter.

## Leben
Vogt besuchte die Schule seiner Heimatstadt und studierte zweieinhalb Jahre Theologie an der Universität Kiel unter anderem bei Christian Kortholt dem Älteren. Danach war er anderthalb Jahre Hauslehrer in Stormarn, wo er von dem dortigen Pfarrer und Poeta laurus Johannes Langemack beeinflusst sich der Poesie widmete. Am 25. März 1686 wurde er aufgrund seiner lyrischen Bewandtnis zum Rektor in Lennep berufen, wobei er eine rege Tätigkeit in der Entwicklung der Schule absolvierte. Anerkannt in dieser Tätigkeit, übergab man ihm am 10. Februar 1690 das zweite Pfarramt in Lennep, und nach dem Tod des ersten Pfarrers übernahm er am 27. Juni 1710 dessen Funktion, die er bis zu seinem Lebensende ausführte. Er war verheiratet mit Elisabeth Ursula, eine Tochter des Generalsuperintendenten Johannes Scheibler, und hinterließ fünf Söhne und eine Tochter.
Theologisch war Vogt ganz in der lutherischen Orthodoxie verhaftet, arrangierte sich dennoch mit den Vertretern des Pietismus. Seinen theologischen Tenor schöpft er aus der inneren Einkehr und lehnt sich dabei eng an die Selbstüberprüfung des Menschen – wie bei Paul Gerhardt – an. Vor machte sich Vogt als Herausgeber des Bergischen Gesangbuches, welches er um sechs eigene Lieder bereicherte, einen Namen.
Als humanistisch gebildeter Schulmeister und Pfarrer, der seine poetische Schulung ganz in den Dienst seiner Gemeinde stellte und ihr unterordnete, wirkt er besonders bei seinen eigenen Gedichten etwas hausbacken und gibt seinen Predigten gelegentlich einen gesetzlich-moralischen Zug. Aber darin liegt auch ihre Stärke. Seine Predigten kamen offensichtlich an und wurden gehört. Sie glänzten nicht so sehr durch ihre Bildung und Rhetorik, als vielmehr durch ihre seelsorgerlich-praktische Absicht, in deren Dienst er auch seine dichterische Begabung stellte. Sein Gesangbuch erfreute sich, wie die mehrfachen Auflagen zeigen, großer Beliebtheit.

## Werke

### Schriften
- Den sich selbst mehr beschmitzenden als beschützenden Herrn Jochen
- Glaucapocrusticon oder die zerstörenden Nacht-Eulen
- Das Zierlichste Grab Der Lieben Freunde Hertz. Mülheim am Rhein 1708 (Digitalisat)
- Einkehrung in sich selbst, aus denen ordentlichen Sonntags-Evangelien vorgetragen. Lemgo 1732

### Lieder
- Die Christ geziemende Sparsamkeit,
- Von der Prüfung der Lehre und Vorsichtigkeit in der Religion
- Wie schön leuchtet der Morgenstern